# Iszym (miasto)

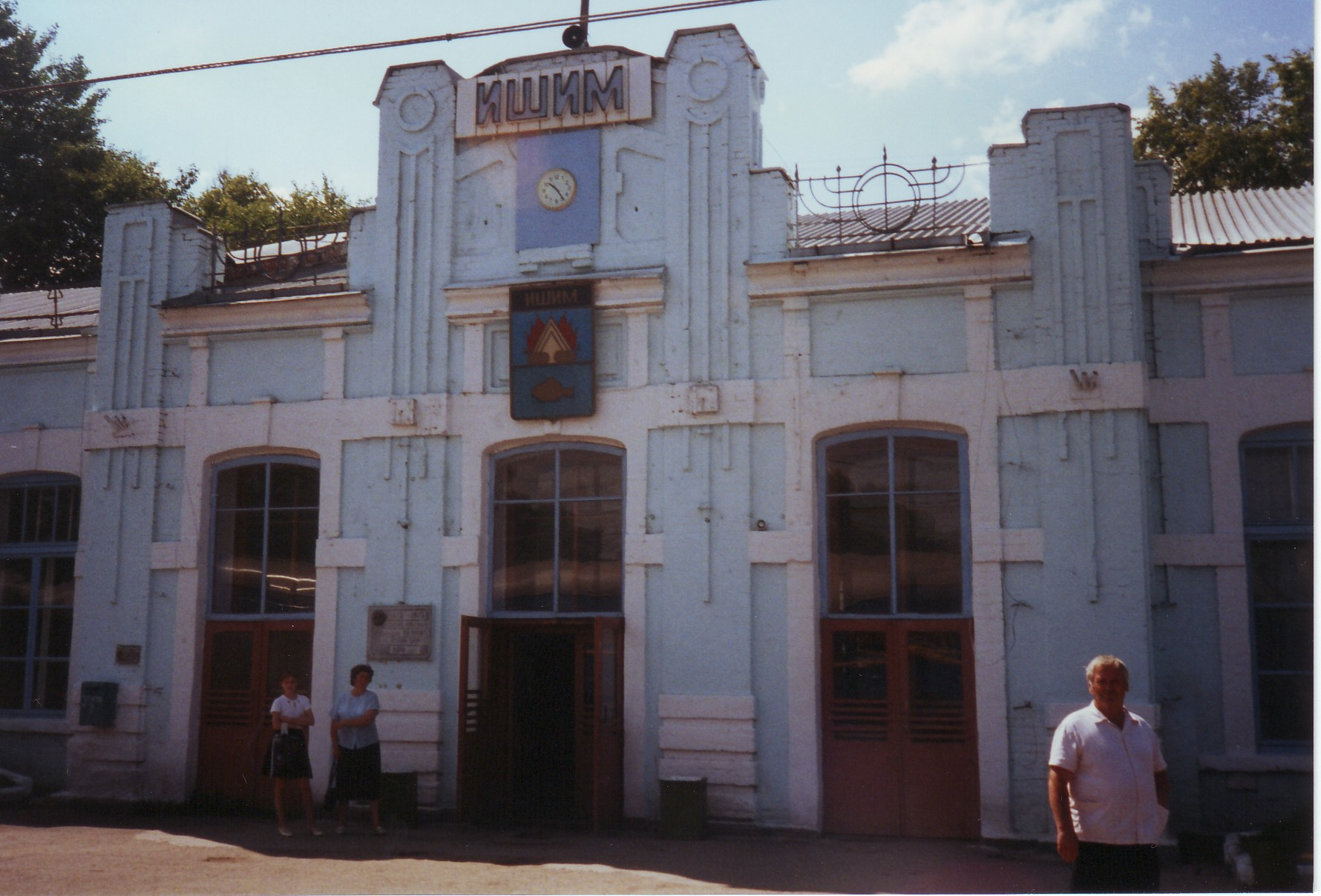
Budynek dworca

Iszym (ros. Ишим) — miasto w środkowo-południowej części Rosji, w obwodzie tiumeńskim. Położone jest na lewym brzegu rzeki Iszym, 120 km od granicy z Kazachstanem.
12 km od miasta znajduje się zabytkowy las – Sosnowy Bór.
W mieście rozwinął się przemysł maszynowy, lekki oraz spożywczy.

## Historia
W 1687 roku na brzegu rzeki Iszym powstała Korkinska Słoboda. Od 1721 roku odbywały się w niej targi „Nikolskaja Jarmarka”. W 1782 roku Korkinskaja Słoboda, na życzenie Katarzyny II otrzymała nazwę Iszym. W rotach aresztanckich w Iszymie przebywał m.in. Tomasz Kiciński (1806–1882), ppor. powstania listopadowego. W roku 1913 przez miejscowość przeprowadzona została kolej Tiumeń – Omsk.

## Warunki naturalne

### Klimat
| Miesiąc                                    | Sty   | Lut   | Mar   | Kwi   | Maj  | Cze  | Lip  | Sie  | Wrz  | Paź   | Lis   | Gru   | Roczna |
| ------------------------------------------ | ----- | ----- | ----- | ----- | ---- | ---- | ---- | ---- | ---- | ----- | ----- | ----- | ------ |
| Rekordy maksymalnej temperatury [°C]       | 3.9   | 8.4   | 14.2  | 30.6  | 36.5 | 35.0 | 37.1 | 36.5 | 32.4 | 22.6  | 13.8  | 4.1   | 37,1   |
| Średnie temperatury w dzień [°C]           | -12.4 | -10.1 | -2.1  | 8.8   | 18.2 | 23.6 | 24.6 | 21.8 | 15.5 | 7.5   | -3.7  | -9.8  | 6,8    |
| Średnie dobowe temperatury [°C]            | -16.9 | -15.5 | -7.7  | 3.6   | 11.9 | 17.6 | 18.9 | 16.3 | 10.4 | 3.4   | -7.4  | -14.1 | 1,7    |
| Średnie temperatury w nocy [°C]            | -21.4 | -20.8 | -13.3 | -1.6  | 5.5  | 11.5 | 13.3 | 10.8 | 5.3  | -0.7  | -11.0 | -18.4 | −3,4   |
| Rekordy minimalnej temperatury [°C]        | -42.7 | -43.2 | -36.5 | -24.3 | -7.3 | -2.6 | 2.6  | -1.5 | -7.6 | -20.4 | -37.6 | -44.1 | −44,1  |
| Opady [mm]                                 | 21.1  | 13.3  | 16.7  | 22.2  | 35.9 | 51.4 | 71.5 | 54.3 | 42.4 | 30.4  | 30.5  | 26.3  | 416,0  |
| Źródło: meteolabs.ru: Ишим погода и климат |       |       |       |       |      |      |      |      |      |       |       |       |        |

## Demografia
- 2002 – 67 757
- 2005 – 65 500
- 2006 – 64 775
- 2021 – 64 010[1]

## Znani ludzie pochodzący z miasta
- Piotr Jerszow — pisarz
- Nikołaj Nikitin – architekt, ze znanych prac w Polsce: autor konstrukcji fundamentów i ścian nośnych Pałacu Kultury i Nauki w Warszawie

## Miasta partnerskie
- Grand Forks (USA)